# Музей искусств «Умай»
Музей искусств «Умай» имени Ж. Шарденова — крупнейший частный художественный музей в Алма-Ате (Казахстан), назван в честь Жанатая Шарденова.

## История
Музей искусств «Умай» был открыт в бывшем здании НКВД-КГБ в Алма-Ате, в рамках благотворительной программы Ю.А. Кошкина, который передал музею богатую коллекцию работ знаменитых художников, в том числе Жанатая Шарденова. В знак памяти знаменитого казахстанского художника его именем назвали музей. Первую большую персональную выставку музей провел в 2002 году, к 75-летнему юбилею художника.
При музее искусств была открыта художественная школа, в которой обучалось до 200 человек одновременно. Также работала детская художественная школа со своими классными комнатами и даже маленьким буфетом для учеников.
Регулярно проводились выставки художников, находящихся в местах лишения свободы.
С 2006 по 2008 год музей не функционировал из-за судебного производства по судьбе здания. В этот период художественная школа арендовала помещения у Казахской архитектурно-строительной академии. За время разбирательств были отключены вода, отопление и электричество, что привело историческое здание в неудовлетворительное состояние. После победы в суде собственник музея хотел продать здание и коллекцию музея, так как многие международные контакты были утрачены.
Однако музей искусств продолжил свою работу. Так, в 2011 году прошла выставка графических работ молодых художников до 17 лет, в рамках социально-благотворительного проекта в поддержку одаренных и талантливых детей.

## Экспозиция
В музее находятся работы таких художников, как Жанатай Шарденов, Юрий Кошкин, Арыстан Шарденов, Дарига Назарбаева, Альжан Шамиев, Нурлан Смагулов, Ричард Спунер. Коллекция музея содержит работы, отражающие соцреализм и работы, написанные на тему заводских и сельских пейзажей, которые раскрывают красоту родной земли. Она насчитывает порядка 2000 полотен на данные темы.